# Georgios Iacovou
Georgios Iacovou (Peristerona Ammochostou, 1938. július 19. –) ciprusi politikus, diplomata.

## Pályafutása
1979 és 1983 között Ciprus bonni nagykövete. 1983 és 1993 között, illetve 2003 és 2006 között Ciprus külügyminisztere volt.

## Fordítás
Ez a szócikk részben vagy egészben a Georgios Iacovou című német Wikipédia-szócikk fordításán alapul.  Az eredeti cikk szerkesztőit annak laptörténete sorolja fel. Ez a jelzés csupán a megfogalmazás eredetét és a szerzői jogokat jelzi, nem szolgál a cikkben szereplő információk forrásmegjelöléseként.